# Istota szara okołowodociągowa

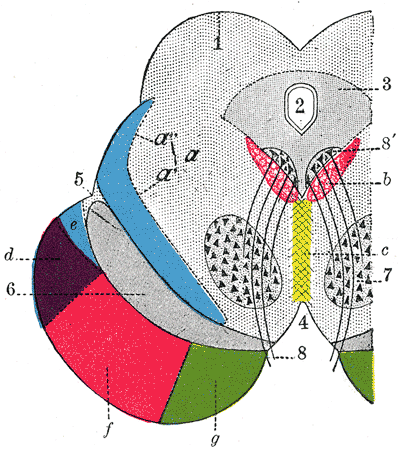
Strzałkowy przekrój przez śródmózgowie.
1. Wzgórki czworacze.
2. Wodociąg mózgu.
3. Istota szara okołowodociągowa.
4. Dół międzykonarowy.
5. Sulcus lateralis.
6. Istota czarna.
7. Jądro czerwienne.
8. Nerw okoruchowy, 8’, Jądro nerwu okoruchowego. a. Wstęga (niebieska): a’ Wstęga przyśrodkowa, a” Wstęga boczna. b. Pęczek podłużny boczny. c. Szew. d. Włókna szlaków skroniowo-mostowych. e. Część wstęgi przyśrodkowej, biegnącej do jądra soczewkowatego i wyspy. f. Włókna mózgowo-rdzeniowe. g. Włókna szlaków czołowo-mostowych

Istota szara okołowodociągowa (łac. substantia grisea periaqueductalis), istota szara środkowa (łac. substantia grisea centralis), PAG – istota szara śródmózgowia otaczająca wodociąg mózgu. Pełni funkcję przy zstępującej modulacji bólu. Włókna wstępujące przewodzące czucie bólu i temperatury biegnące w szlaku rdzeniowo-wzgórzowym również wysyłają projekcje do PAG za pośrednictwem szlaku rdzeniowo-śródmózgowiowego. Doświadczenia na zwierzętach przemawiają za rolą PAG w zachowaniach defensywnych; stymulacja grzbietowej lub bocznej części PAG powoduje u szczurów znieruchomienie, ucieczkę, skakanie, tachykardię i wzrost ciśnienia krwi oraz napięcia mięśniowego. Stymulacja doogonowej, brzuszno-bocznej części PAG wywołuje nieruchomą postawę określaną jako postawę przyzwolenia, a jej hamowanie stymuluje zwiększoną aktywność ruchową zwierzęcia.